# 고양동
고양동(高陽洞)은 경기도 고양시 덕양구에 있는 행정동 및 법정동이다. 고양동은 동사무소가 있는 도시화된 고양동 마을과 함께 선유동이라는 농촌 마을, 대자동 일부의 농촌마을 그리고 도시와 농촌이 함께 있는 벽제동 마을로 이루어져 있다. 고양동에는 초등학교와 상가, 기관이 몰려 있고 파주, 양주, 서울, 원당, 의정부 등으로 이어지는 호국로가 지나 교통의 중심지이기도 하다. 선유동은 조용한 전원마을로 장미 등 화훼가 발달되어 있으며 대자동은 문화재가 많고 통일로가 지나고 있어 교통량도 많은 마을이다. 벽제동은 파주시 광탄면의 경계에 자리한 마을로 일부에는 빌라가 들어서 있고 최근에는 푸른 마을과 같은 대형 아파트 단지가 들어서고 있다.

## 지명
고양동은 고양시의 역사적 중심마을이다. 이 곳을 고양동이라 부르는 이유는 조선 인조 때부터 1914년까지 고양군청이 있었기 때문이다. 당시 군청 자리는 현재 벽제빌라 옆 테니스장 부근이었으며, 이러한 역사적인 중심지인 이유로 이곳에 당시의 학교인 향교가 있고 또한 이곳을 읍내라 부르는 것이다. 현재 고양동에는 법정동으로 고양, 선유, 벽제, 대자동 일부가 포함되어 있다. 이중 선유동은 경치가 좋고 살기 좋아 ‘신선이 논다’는 의미에서 선유(仙遊)가 되었으며 대자동은 조선 태종의 아들이며 세종의 아우인 성녕대군이 돌아가자 큰 자비를 내린다는 의미에서 대자사를 짓게 하여 대자(大慈)를 사용하고 있다. 벽제(碧蹄)는 ‘푸르고 맑으며 골이 좁고 길다’는 뜻을 가지고 있다.

## 법정동
- 고양동(高陽洞)
- 벽제동(碧蹄洞)
- 선유동(仙遊洞)
- 대자동(大慈洞)

## 교육
- 고양초등학교
- 목암초등학교
- 목암중학교
- 고양일고등학교
- 중부대학교 고양캠퍼스

## 교통
- 호국로
- 통일로
- 수도권제1순환고속도로